# ひとりぼっちになる日のために
『ひとりぼっちになる日のために』は、GOING UNDER GROUNDのアルバム。所属事務所アクアミュージックプロダクツより2014年3月5日発売。

## 概要
約1年4か月ぶりの通算13枚目のアルバム。ポニーキャニオンとの契約を終了し、所属事務所からインディーズ作品としての発売となった。「ALONE AGAIN」「Turquise blue」の2曲にプロデューサーとして元SMILEの浅田信一が参加しているほか、先行シングル「カモメトゥモロー/世界を変えるピアノが歌う」「ならば青春の光」に引き続き「STORMY STORIES」に末光篤がゲスト参加している。浅田信一へのプロデュース依頼は古市コータローの推挙によるものであった。これまでのほとんどのアルバムにドラムスの河野丈洋によるインストゥルメンタル曲が収録されているが、本作には収録されていない。
本作の発売後に河野が脱退したため、4人体制での最後のアルバムとなった。ボーカルの松本素生も本作制作中に自身が脱退することを考えていたという。
アルバムとしては2007年11月発売の『おやすみモンスター』以来約6年半ぶりにジャケットイラストを宮尾和孝が手がけている。
『ひとりぼっちになる日のために』というタイトルは、感覚をシェアするということも大事ながら、みんなの反応がよければOKにしようというようにジャッジを人に委ねるのではなく、「何かを0から1にする時にはひとりぼっちじゃないと意味がない」という松本の思いから名づけられた。2016年に行われたインタビューによれば、本作の制作は松本にとって、振り返ってみれば苦しいものでしかなく、「どうにかGOING UNDER GROUNDというバンドの形であろうとして作っているから、結局ものすごく小さいものだったし、〈もうダメだ!〉というアルバムなんですよね」と述懐している。
本作のリリースツアーとして2014年3月22日から7月12日まで「GOING UNDER GROUND TOUR 2014『ひとりぼっちになる日のために』」が計21公演行われた。

## 収録曲
1. ALONE AGAIN
（作詞・作曲：松本素生）
MV（監督・フカツマサカズ、主演・西野あかり）が制作されている、本作のリード曲。制作中の仮タイトルは「ココロの声」だった。
熊本県の学習塾壺溪塾のテレビCM（2014年春）ソング。
2. Turquoise blue
（作詞：松本素生、作曲：松本素生、河野丈洋）
当初は山下達郎の「アトムの子」のようなジャングル・ビート風の楽曲であったが、浅田の助言で書き直した。Bメロを河野が、それ以外のメロディーを松本が作曲している[1]。
3. STORMY STORIES
（作詞：松本素生、作曲：松本素生、河野丈洋、末光篤）
末光篤との共作曲。
4. ウォーターメロンシンフォニー
（作詞・作曲：松本素生）
5. 僕たちのフィロソフィー
（作詞：松本素生、作曲：松本素生、河野丈洋）
6. ならば青春の光
（作詞：松本素生、作曲：末光篤）
2013年発売のシングル。
7. 哀愁のBOY
（作詞：松本素生、作曲：松本素生、中澤寛規）
8. my small town
（作詞・作曲：松本素生）
制作中の仮タイトルは「FEN」だった[4]。作詞・作曲は松本だが、編曲は河野が担当している。元々は前作『Roots & Routes』の制作時に制作され、同作リリース前のツアーでデモCD-Rが配布されていたが、同作には収録されず、リアレンジを経て本作に収録された。ボーカルトラックはデモ時点のものをそのまま採用している[1]。
9. Tangerine Orange
（作詞・作曲：河野丈洋）
本作唯一の河野作詞・作曲作。制作中の仮タイトルは「低気圧」だった[5]。完成タイトルの「Tangerine Orange」は2曲目の「Turquoise blue」と対になるよう意識して名づけられている。
テレビ神奈川「ハマナビ」エンディングテーマ（2014年4月-）。
10. カモメトゥモロー
（作詞：松本素生、作曲：松本素生、末光篤）
末光篤とのコラボレーションシングル。

## 参加ミュージシャン
- 末光篤 – ピアノ（「STORMY STORIES」「ならば青春の光」「カモメトゥモロー」）
- 浅田信一 – プロデュース（「ALONE AGAIN」「Turquoise blue」）、コーラス（「Turquoise blue」）
- 平畑徹也 – ピアノ、シンセサイザー（「ALONE AGAIN」「Turquoise blue」）本作のリリースツアーにもサポートキーボードとして参加している。